# 维托里奥·蒙蒂
维托里奥·蒙蒂（義大利語：Vittorio Monti，1868年1月6日—1922年6月20日）是意大利作曲家、小提琴家和指挥家。
蒙蒂生于那不勒斯，在馬耶拉聖伯多祿音樂學院学习小提琴和作曲。1900年他成为巴黎拉穆勒管弦樂團的特邀指挥，他写了许多芭蕾和小歌剧，比如Noël de Pierrot。
蒙蒂最著名的作品是《查尔达斯》，写于1904年。